# 亨利七十二世 (羅伊斯-洛本施泰因-埃伯斯多夫)
亨利七十二世（德語：Heinrich LXXII.，1797年3月27日—1853年2月17日），羅伊斯-洛本施泰因親王（1824年至1848年）以及羅伊斯-埃伯斯多夫親王（1822年至1848年）。
亨利是羅伊斯-埃伯斯多夫親王亨利五十一世的獨子，姑姑是薩克森-科堡-薩爾費爾德公爵夫人奧古斯塔。因此，亨利與比利時國王利奧波德一世是表兄弟。
亨利於1822年繼承父親成為羅伊斯-埃伯斯多夫親王。1824年羅伊斯-洛本施泰因親王亨利五十四世去世，領地併入羅伊斯-埃伯斯多夫，亨利成為羅伊斯-洛本施泰因-埃伯斯多夫親王。1848年亨利因革命退位，領地由羅伊斯-施萊茨和格拉親王亨利六十二世繼承，統一了自從亨利二世以來分裂的羅伊斯幼系各侯國。